# Sieciechów (Mazovie)
Pour les articles homonymes, voir Sieciechów.
Sieciechów (prononciation : [ɕeˈt͡ɕexuf]) est un village polonais de la gmina de Sieciechów dans le powiat de Kozienice de la voïvodie de Mazovie dans le centre-est de la Pologne.
Le village est le siège administratif (chef-lieu) de la gmina appelée gmina de Sieciechów.
Il se situe à environ 13 kilomètres au sud-est de Kozienice (siège du powiat) et à 92 kilomètres au sud-est de Varsovie (capitale de la Pologne).
Le village possède approximativement une population de 430 habitants en 2006.

## Histoire
De 1975 à 1998, le village appartenait administrativement à la voïvodie de Radom.